# Mielócito
Mielócito é uma célula imatura da medula óssea que origina vários dos elementos figurados do sangue. Não deve ser detectada na circulação periférica, pois ainda não possui uma função definida pelo processo de maturação, sua presença no hemograma normalmente indica que existe uma alteração na medula óssea vermelha.